# Cap Bird
Pour les articles homonymes, voir Bird.
Le cap Bird est un cap de l'île de Ross en Antarctique. Il se situe au nord-ouest de l'île.
Le cap a été découvert en 1841 par James Clark Ross au cours de l'expédition Erebus et Terror et il le nomma en l'honneur d'Edward Bird, lieutenant de la Royal Navy sur l'un des navires de l'expédition, le HMS Erebus.